# 제트 스키

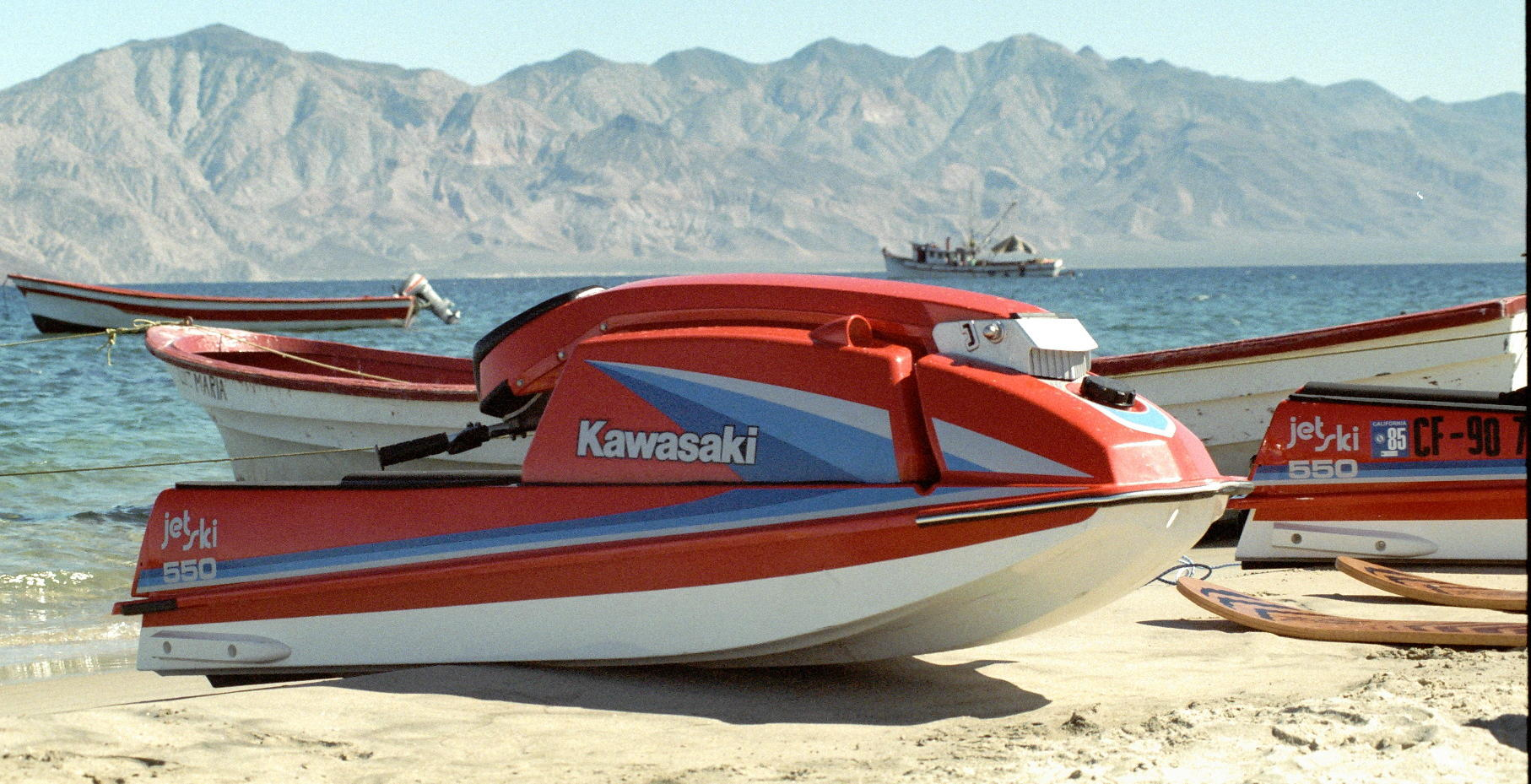
1985 가와사키 550 제트 스키

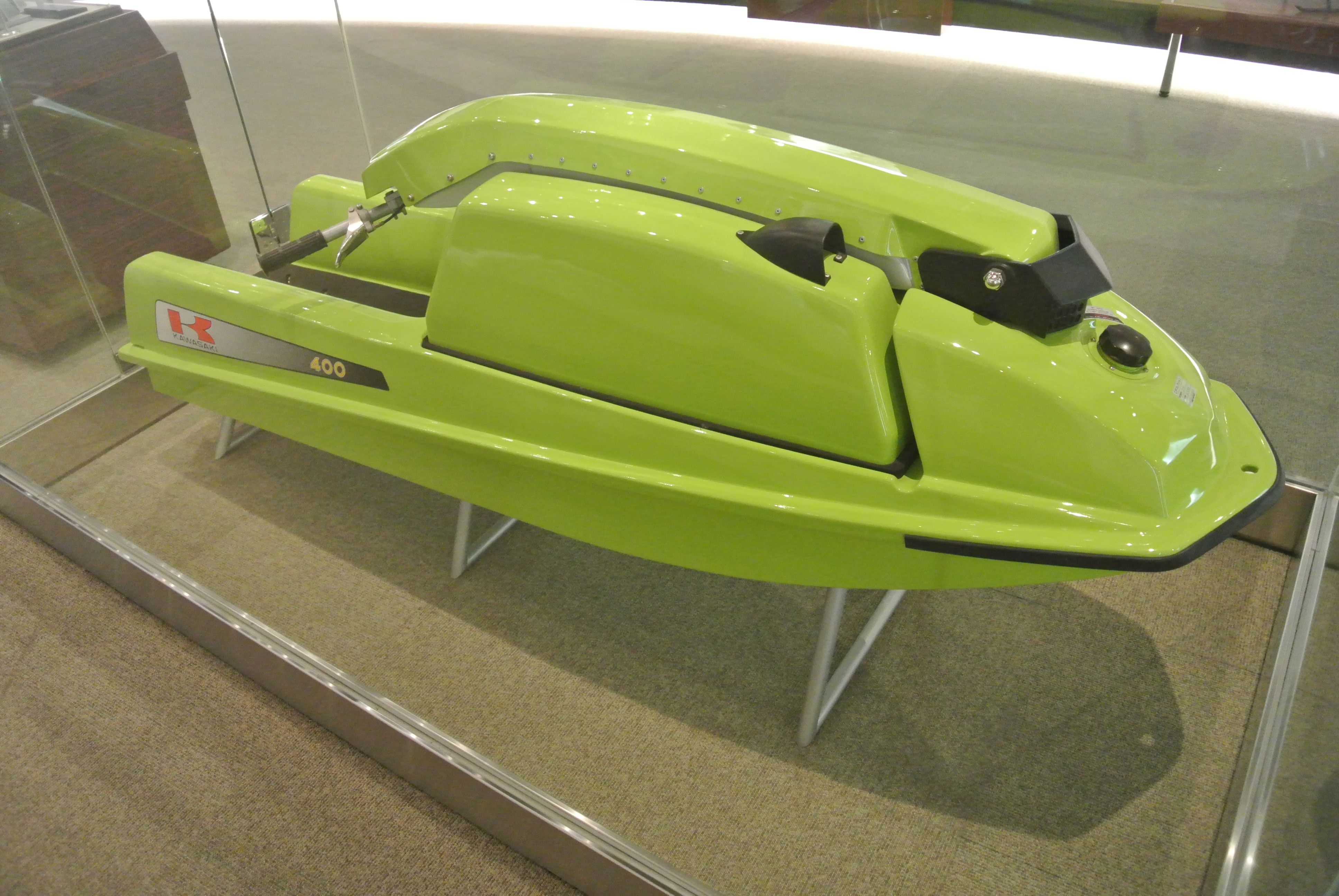
오리지널 1973 가와사키 JS400 제트 스키

제트 스키(Jet Ski)는 일본의 기업 가와사키(川崎重工モーターサイクル&エンジンカンパニー)가 제조한 수상 모터바이크의 브랜드 이름이다. 상표의 보통명칭화로 인해 레크리에이션을 위한 모든 유형의 수상 모터바이크를 의미하기도 한다.
엔진과 핸들을 장치한 선형 보트로 물 위를 달린다. 프로펠러가 밖으로 돌출해 있지 않으므로 안전하며 핸들에서 손을 떼면 엔진 작동이 정지된다. 수심이 깊지 않은 곳에서도 달릴 수 있으므로 레저 스포츠로 최근 빠르게 보급되고 있다.